# Birkózás a 2008. évi nyári olimpiai játékokon
A 2008. évi nyári olimpiai játékokon a birkózásban 18 kategóriában rendeztek versenyeket augusztus 12. és 21. között. A nőknél 4 szabadfogású kategória volt, a férfiaknál 7 szabad-, és 7 kötöttfogású. Ez volt a második olimpia, ahol nők is indulhattak ebben a sportágban.

## Összesített éremtáblázat
(A táblázatokban a hazai és a magyar csapat eltérő háttérszínnel, az egyes számoszlopok legmagasabb értéke vagy értékei vastagítással kiemelve.)
| A 2008. évi nyári olimpiai játékok összesített éremtáblázata birkózásban | A 2008. évi nyári olimpiai játékok összesített éremtáblázata birkózásban | A 2008. évi nyári olimpiai játékok összesített éremtáblázata birkózásban | A 2008. évi nyári olimpiai játékok összesített éremtáblázata birkózásban | A 2008. évi nyári olimpiai játékok összesített éremtáblázata birkózásban | Olimpia  |
| ------------------------------------------------------------------------ | ------------------------------------------------------------------------ | ------------------------------------------------------------------------ | ------------------------------------------------------------------------ | ------------------------------------------------------------------------ | -------- |
|                                                                          | Ország                                                                   | Arany                                                                    | Ezüst                                                                    | Bronz                                                                    | Összesen |
| 1.                                                                       | Oroszország (RUS)                                                        | 7                                                                        | 1                                                                        | 2                                                                        | 10       |
| 2.                                                                       | Japán (JPN)                                                              | 2                                                                        | 3                                                                        | 1                                                                        | 6        |
| 3.                                                                       | Grúzia (GEO)                                                             | 2                                                                        | 1                                                                        | 1                                                                        | 4        |
| 4.                                                                       | Kína (CHN)                                                               | 1                                                                        | 2                                                                        | 1                                                                        | 4        |
| 5.                                                                       | Kuba (CUB)                                                               | 1                                                                        | 0                                                                        | 2                                                                        | 3        |
| 5.                                                                       | Egyesült Államok (USA)                                                   | 1                                                                        | 0                                                                        | 2                                                                        | 3        |
| 5.                                                                       | Franciaország (FRA)                                                      | 1                                                                        | 0                                                                        | 2                                                                        | 3        |
| 6.                                                                       | Kanada (CAN)                                                             | 1                                                                        | 0                                                                        | 1                                                                        | 2        |
| 6.                                                                       | Törökország (TUR)                                                        | 1                                                                        | 0                                                                        | 1                                                                        | 2        |
| 10.                                                                      | Olaszország (ITA)                                                        | 1                                                                        | 0                                                                        | 0                                                                        | 1        |
|                                                                          |                                                                          |                                                                          |                                                                          |                                                                          |          |
| 11.                                                                      | Ukrajna (UKR)                                                            | 0                                                                        | 1                                                                        | 3                                                                        | 4        |
| 11.                                                                      | Bulgária (BUL)                                                           | 0                                                                        | 1                                                                        | 3                                                                        | 4        |
| 13.                                                                      | Azerbajdzsán (AZE)                                                       | 0                                                                        | 1                                                                        | 2                                                                        | 3        |
| 13.                                                                      | Kazahsztán (KAZ)                                                         | 0                                                                        | 1                                                                        | 2                                                                        | 3        |
| 13.                                                                      | Kirgizisztán (KGZ)                                                       | 0                                                                        | 1                                                                        | 2                                                                        | 3        |
| 16.                                                                      | Fehéroroszország (BLR)                                                   | 0                                                                        | 1                                                                        | 1                                                                        | 2        |
| 17.                                                                      | Magyarország (HUN)                                                       | 0                                                                        | 1                                                                        | 0                                                                        | 1        |
| 17.                                                                      | Németország (GER)                                                        | 0                                                                        | 1                                                                        | 0                                                                        | 1        |
| 17.                                                                      | Litvánia (LTU)                                                           | 0                                                                        | 1                                                                        | 0                                                                        | 1        |
| 17.                                                                      | Tádzsikisztán (TJK)                                                      | 0                                                                        | 1                                                                        | 0                                                                        | 1        |
| 17.                                                                      | Szlovákia (SVK)                                                          | 0                                                                        | 1                                                                        | 0                                                                        | 1        |
|                                                                          |                                                                          |                                                                          |                                                                          |                                                                          |          |
| 22.                                                                      | Örményország (ARM)                                                       | 0                                                                        | 0                                                                        | 2                                                                        | 2        |
| 23.                                                                      | Csehország (CZE)                                                         | 0                                                                        | 0                                                                        | 1                                                                        | 1        |
| 23.                                                                      | Dél-Korea (KOR)                                                          | 0                                                                        | 0                                                                        | 1                                                                        | 1        |
| 23.                                                                      | India (IND)                                                              | 0                                                                        | 0                                                                        | 1                                                                        | 1        |
| 23.                                                                      | Irán (IRI)                                                               | 0                                                                        | 0                                                                        | 1                                                                        | 1        |
| 23.                                                                      | Kolumbia (COL)                                                           | 0                                                                        | 0                                                                        | 1                                                                        | 1        |
| 23.                                                                      | Lengyelország (POL)                                                      | 0                                                                        | 0                                                                        | 1                                                                        | 1        |
| 23.                                                                      | Románia (ROU)                                                            | 0                                                                        | 0                                                                        | 1                                                                        | 1        |
|                                                                          |                                                                          |                                                                          |                                                                          |                                                                          |          |
| Összesen                                                                 | Összesen                                                                 | 18                                                                       | 18                                                                       | 35                                                                       | 71       |

## Férfi

### Éremtáblázat
| A 2008. évi nyári olimpiai játékok éremtáblázata férfi birkózásban | A 2008. évi nyári olimpiai játékok éremtáblázata férfi birkózásban | A 2008. évi nyári olimpiai játékok éremtáblázata férfi birkózásban | A 2008. évi nyári olimpiai játékok éremtáblázata férfi birkózásban | A 2008. évi nyári olimpiai játékok éremtáblázata férfi birkózásban | Olimpia  |
| ------------------------------------------------------------------ | ------------------------------------------------------------------ | ------------------------------------------------------------------ | ------------------------------------------------------------------ | ------------------------------------------------------------------ | -------- |
|                                                                    | Ország                                                             | Arany                                                              | Ezüst                                                              | Bronz                                                              | Összesen |
| 1.                                                                 | Oroszország (RUS)                                                  | 7                                                                  | 0                                                                  | 2                                                                  | 9        |
| 2.                                                                 | Grúzia (GEO)                                                       | 2                                                                  | 1                                                                  | 1                                                                  | 4        |
| 3.                                                                 | Franciaország (FRA)                                                | 1                                                                  | 0                                                                  | 2                                                                  | 3        |
| 3.                                                                 | Kuba (CUB)                                                         | 1                                                                  | 0                                                                  | 2                                                                  | 3        |
| 5.                                                                 | Egyesült Államok (USA)                                             | 1                                                                  | 0                                                                  | 1                                                                  | 2        |
| 5.                                                                 | Törökország (TUR)                                                  | 1                                                                  | 0                                                                  | 1                                                                  | 2        |
| 7.                                                                 | Olaszország (ITA)                                                  | 1                                                                  | 0                                                                  | 0                                                                  | 1        |
|                                                                    |                                                                    |                                                                    |                                                                    |                                                                    |          |
| 8.                                                                 | Japán (JPN)                                                        | 0                                                                  | 2                                                                  | 0                                                                  | 2        |
| 9.                                                                 | Ukrajna (UKR)                                                      | 0                                                                  | 1                                                                  | 2                                                                  | 3        |
| 9.                                                                 | Kirgizisztán (KGZ)                                                 | 0                                                                  | 1                                                                  | 2                                                                  | 3        |
| 11.                                                                | Azerbajdzsán (AZE)                                                 | 0                                                                  | 1                                                                  | 1                                                                  | 2        |
| 11.                                                                | Fehéroroszország (BLR)                                             | 0                                                                  | 1                                                                  | 1                                                                  | 2        |
| 11.                                                                | Kína (CHN)                                                         | 0                                                                  | 1                                                                  | 1                                                                  | 2        |
| 11.                                                                | Kazahsztán (KAZ)                                                   | 0                                                                  | 1                                                                  | 1                                                                  | 2        |
| 15.                                                                | Litvánia (LTU)                                                     | 0                                                                  | 1                                                                  | 0                                                                  | 1        |
| 15.                                                                | Magyarország (HUN)                                                 | 0                                                                  | 1                                                                  | 0                                                                  | 1        |
| 15.                                                                | Németország (GER)                                                  | 0                                                                  | 1                                                                  | 0                                                                  | 1        |
| 15.                                                                | Tádzsikisztán (TJK)                                                | 0                                                                  | 1                                                                  | 0                                                                  | 1        |
| 15.                                                                | Szlovákia (SVK)                                                    | 0                                                                  | 1                                                                  | 0                                                                  | 1        |
|                                                                    |                                                                    |                                                                    |                                                                    |                                                                    |          |
| 20.                                                                | Bulgária (BUL)                                                     | 0                                                                  | 0                                                                  | 3                                                                  | 3        |
| 21.                                                                | Örményország (ARM)                                                 | 0                                                                  | 0                                                                  | 2                                                                  | 2        |
| 22.                                                                | Dél-Korea (KOR)                                                    | 0                                                                  | 0                                                                  | 1                                                                  | 1        |
| 22.                                                                | India (IND)                                                        | 0                                                                  | 0                                                                  | 1                                                                  | 1        |
| 22.                                                                | Irán (IRI)                                                         | 0                                                                  | 0                                                                  | 1                                                                  | 1        |
| 22.                                                                | Románia (ROU)                                                      | 0                                                                  | 0                                                                  | 1                                                                  | 1        |
| 22.                                                                | Csehország (CZE)                                                   | 0                                                                  | 0                                                                  | 1                                                                  | 1        |
|                                                                    |                                                                    |                                                                    |                                                                    |                                                                    |          |
| Összesen                                                           | Összesen                                                           | 14                                                                 | 14                                                                 | 27                                                                 | 55       |

### Szabadfogású birkózás
| A 2008. évi nyári olimpiai játékok érmesei férfi szabadfogású birkózásban |                                          |                                           |                                         |
| Versenyszám                                                               | Arany                                    | Ezüst                                     | Bronz                                   |
| 55 kg                                                                     | Henry Cejudo · Egyesült Államok (USA)    | Macunaga Tomohiro · Japán (JPN)           | Beszik Kuduhov · Oroszország (RUS)      |
| 55 kg                                                                     | Henry Cejudo · Egyesült Államok (USA)    | Macunaga Tomohiro · Japán (JPN)           | Radoszlav Velikov · Bulgária (BUL)      |
| 60 kg                                                                     | Mavlet Batirov · Oroszország (RUS)       | Jumoto Kenicsi · Japán (JPN)              | Szejed Mohammadi · Irán (IRI)           |
| 60 kg                                                                     | Mavlet Batirov · Oroszország (RUS)       | Jumoto Kenicsi · Japán (JPN)              | Bazar Bazargurujev · Kirgizisztán (KGZ) |
| 66 kg                                                                     | Ramazan Şahin · Törökország (TUR)        | Andrij Sztadnyik · Ukrajna (UKR)          | Szusíl Kumár · India (IND)              |
| 66 kg                                                                     | Ramazan Şahin · Törökország (TUR)        | Andrij Sztadnyik · Ukrajna (UKR)          | Otar Tusisvili · Grúzia (GEO)           |
| 74 kg                                                                     | Buvajszar Szajtyijev · Oroszország (RUS) | Murad Hajdarav · Fehéroroszország (BLR)   | Gheorghiță Ștefan · Románia (ROU)       |
| 74 kg                                                                     | Buvajszar Szajtyijev · Oroszország (RUS) | Murad Hajdarav · Fehéroroszország (BLR)   | Kiril Terziev · Bulgária (BUL)          |
| 84 kg                                                                     | Revaz Mindorasvili · Grúzia (GEO)        | Juszup Abduszalomov · Tádzsikisztán (TJK) | Tarasz Danyko · Ukrajna (UKR)           |
| 84 kg                                                                     | Revaz Mindorasvili · Grúzia (GEO)        | Juszup Abduszalomov · Tádzsikisztán (TJK) | Georgij Ketojev · Oroszország (RUS)     |
| 96 kg                                                                     | Sirvanyi Muradov · Oroszország (RUS)     | Giorgi Gogselidze · Grúzia (GEO)          | Michel Batista · Kuba (CUB)             |
| 96 kg                                                                     | Sirvanyi Muradov · Oroszország (RUS)     | Giorgi Gogselidze · Grúzia (GEO)          | Xetaq Qazyumov · Azerbajdzsán (AZE)     |
| 120 kg                                                                    | Bahtyijar Ahmedov · Oroszország (RUS)    | David Musuľbes · Szlovákia (SVK)          | Marid Mutalimov · Kazahsztán (KAZ)      |
| 120 kg                                                                    | Bahtyijar Ahmedov · Oroszország (RUS)    | David Musuľbes · Szlovákia (SVK)          | Disney Rodríguez · Kuba (CUB)           |

A férfi szabadfogásban, a 60 kg-ban az eredetileg ezüstérmes ukrán Vaszil Fedorisin, valamint a 120 kg-ban eredetileg győztes üzbég Artur Taymazov dopping mintájának utólagos ellenőrzése során turinabol használatát mutatták ki. Ezért a NOB 2017-ben megfosztotta őket az érmeiktől.

### Kötöttfogású birkózás
| A 2008. évi nyári olimpiai játékok érmesei férfi kötöttfogású birkózásban |                                         |                                                   |                                            |
| Versenyszám                                                               | Arany                                   | Ezüst                                             | Bronz                                      |
| 55 kg                                                                     | Nazir Mankijev · Oroszország (RUS)      | Rövşən Bayramov · Azerbajdzsán (AZE)              | Roman Amojan · Örményország (ARM)          |
| 55 kg                                                                     | Nazir Mankijev · Oroszország (RUS)      | Rövşən Bayramov · Azerbajdzsán (AZE)              | Pak Uncshol · Dél-Korea (KOR)              |
| 60 kg                                                                     | Iszlam-Beka Albijev · Oroszország (RUS) | Nurbakit Tengizbajev · Kazahsztán (KAZ)           | Ruszlan Tyumenbajev · Kirgizisztán (KGZ)   |
| 60 kg                                                                     | Iszlam-Beka Albijev · Oroszország (RUS) | Nurbakit Tengizbajev · Kazahsztán (KAZ)           | Seng Csiang (Sheng Jiang) · Kína (CHN)     |
| 66 kg                                                                     | Steeve Guénot · Franciaország (FRA)     | Kanat Begalijev · Kirgizisztán (KGZ)              | Armen Vardanyan · Ukrajna (UKR)            |
| 66 kg                                                                     | Steeve Guénot · Franciaország (FRA)     | Kanat Begalijev · Kirgizisztán (KGZ)              | Mihail Szjamjonav · Fehéroroszország (BLR) |
| 74 kg                                                                     | Manucsar Kvirkelia · Grúzia (GEO)       | Csang Jung-hsziang (Chang Yongxiang) · Kína (CHN) | Javor Janakiev · Bulgária (BUL)            |
| 74 kg                                                                     | Manucsar Kvirkelia · Grúzia (GEO)       | Csang Jung-hsziang (Chang Yongxiang) · Kína (CHN) | Christophe Guénot · Franciaország (FRA)    |
| 84 kg                                                                     | Andrea Minguzzi · Olaszország (ITA)     | Fodor Zoltán · Magyarország (HUN)                 | Nazmi Avluca · Törökország (TUR)           |
| 84 kg                                                                     | Andrea Minguzzi · Olaszország (ITA)     | Fodor Zoltán · Magyarország (HUN)                 | elvett érem                                |
| 96 kg                                                                     | Aszlanbek Hustov · Oroszország (RUS)    | Mirko Englich · Németország (GER)                 | Marek Švec · Csehország (CZE)              |
| 96 kg                                                                     | Aszlanbek Hustov · Oroszország (RUS)    | Mirko Englich · Németország (GER)                 | Adam Wheeler · Egyesült Államok (USA)      |
| 120 kg                                                                    | Mijaín López · Kuba (CUB)               | Mindaugas Mizgaitis · Litvánia (LTU)              | Yannick Szczepaniak · Franciaország (FRA)  |
| 120 kg                                                                    | Mijaín López · Kuba (CUB)               | Mindaugas Mizgaitis · Litvánia (LTU)              | Jurij Patrikejev · Örményország (ARM)      |

## Női

### Éremtáblázat
| A 2008. évi nyári olimpiai játékok éremtáblázata női birkózásban | A 2008. évi nyári olimpiai játékok éremtáblázata női birkózásban | A 2008. évi nyári olimpiai játékok éremtáblázata női birkózásban | A 2008. évi nyári olimpiai játékok éremtáblázata női birkózásban | A 2008. évi nyári olimpiai játékok éremtáblázata női birkózásban | Olimpia  |
| ---------------------------------------------------------------- | ---------------------------------------------------------------- | ---------------------------------------------------------------- | ---------------------------------------------------------------- | ---------------------------------------------------------------- | -------- |
|                                                                  | Ország                                                           | Arany                                                            | Ezüst                                                            | Bronz                                                            | Összesen |
| 1.                                                               | Japán (JPN)                                                      | 2                                                                | 1                                                                | 1                                                                | 4        |
| 2.                                                               | Kína (CHN)                                                       | 1                                                                | 1                                                                | 0                                                                | 2        |
| 3.                                                               | Kanada (CAN)                                                     | 1                                                                | 0                                                                | 1                                                                | 2        |
|                                                                  |                                                                  |                                                                  |                                                                  |                                                                  |          |
| 4.                                                               | Bulgária (BUL)                                                   | 0                                                                | 1                                                                | 0                                                                | 1        |
| 4.                                                               | Oroszország (RUS)                                                | 0                                                                | 1                                                                | 0                                                                | 1        |
|                                                                  |                                                                  |                                                                  |                                                                  |                                                                  |          |
| 6.                                                               | Azerbajdzsán (AZE)                                               | 0                                                                | 0                                                                | 1                                                                | 1        |
| 6.                                                               | Egyesült Államok (USA)                                           | 0                                                                | 0                                                                | 1                                                                | 1        |
| 6.                                                               | Kazahsztán (KAZ)                                                 | 0                                                                | 0                                                                | 1                                                                | 1        |
| 6.                                                               | Kolumbia (COL)                                                   | 0                                                                | 0                                                                | 1                                                                | 1        |
| 6.                                                               | Lengyelország (POL)                                              | 0                                                                | 0                                                                | 1                                                                | 1        |
| 6.                                                               | Ukrajna (UKR)                                                    | 0                                                                | 0                                                                | 1                                                                | 1        |
|                                                                  |                                                                  |                                                                  |                                                                  |                                                                  |          |
| Összesen                                                         | Összesen                                                         | 4                                                                | 4                                                                | 8                                                                | 16       |

### Szabadfogású birkózás
| A 2008. évi nyári olimpiai játékok érmesei női szabadfogású birkózásban |                                     |                                      |                                           |
| Versenyszám                                                             | Arany                               | Ezüst                                | Bronz                                     |
| 48 kg                                                                   | Carol Huynh · Kanada (CAN)          | Icsó Csiharu · Japán (JPN)           | Mariya Stadnik · Azerbajdzsán (AZE)       |
| 48 kg                                                                   | Carol Huynh · Kanada (CAN)          | Icsó Csiharu · Japán (JPN)           | Irina Merlenyi · Ukrajna (UKR)            |
| 55 kg                                                                   | Josida Szaori · Japán (JPN)         | Hszü Li (Xu Li) · Kína (CHN)         | Tonya Verbeek · Kanada (CAN)              |
| 55 kg                                                                   | Josida Szaori · Japán (JPN)         | Hszü Li (Xu Li) · Kína (CHN)         | Jackeline Renteria · Kolumbia (COL)       |
| 63 kg                                                                   | Icsó Kaori · Japán (JPN)            | Aljona Kartasova · Oroszország (RUS) | Jelena Saligina · Kazahsztán (KAZ)        |
| 63 kg                                                                   | Icsó Kaori · Japán (JPN)            | Aljona Kartasova · Oroszország (RUS) | Randi Miller · Egyesült Államok (USA)     |
| 72 kg                                                                   | Vang Csiao (Wang Jiao) · Kína (CHN) | Sztanka Zlateva · Bulgária (BUL)     | Hamagucsi Kjóko · Japán (JPN)             |
| 72 kg                                                                   | Vang Csiao (Wang Jiao) · Kína (CHN) | Sztanka Zlateva · Bulgária (BUL)     | Agnieszka Wieszczek · Lengyelország (POL) |